# Vassouras (gemeente)
Vassouras is een gemeente in de Braziliaanse deelstaat Rio de Janeiro. De gemeente telt 33.976 inwoners (schatting 2022).

## Aangrenzende gemeenten
De gemeente grenst aan Barra do Piraí, Engenheiro Paulo de Frontin, Mendes, Miguel Pereira, Paraíba do Sul, Paty do Alferes, Rio das Flores en Valença.

## Geboren
- Herivelto Martins (1912-1992), componist, zanger, gitarist en acteur
- Kauã Santos (2003), voetballer